# Guylaine Berger
Guylaine Berger (12 de abril de 1956) es una deportista francesa que compitió en natación. Ganó una medalla de bronce en el Campeonato Europeo de Natación de 1974, en la prueba de 4 × 100 m libre.

## Palmarés internacional
| Campeonato Europeo | Campeonato Europeo | Campeonato Europeo | Campeonato Europeo |
| Año                | Lugar              | Medalla            | Prueba             |
| ------------------ | ------------------ | ------------------ | ------------------ |
| 1974               | Viena (Austria)    | Medalla de bronce  | 4 × 100 m libre    |